# Gerd Achenbach (Politiker)
Gerd Achenbach (* 20. September 1941 in Weidenau) ist ein deutscher Politiker (SPD). Er war von 1999 bis 2004 Landrat des Kreises Unna.

## Leben
Nach der Mittleren Reife absolvierte Achenbach zunächst eine Ausbildung als Industriekaufmann, die er mit der Gehilfenprüfung abschloss. Er leistete Wehrdienst (Kurzdienst) beim Bundesgrenzschutz, bestand 1965 das Abitur am Aufbaugymnasium in Fulda und nahm dann ein Studium der Rechtswissenschaft an den Universitäten in Gießen und Frankfurt am Main auf, das er 1971 mit dem Ersten und nach Absolvierung des Referendariates 1974 mit dem Zweiten Juristischen Staatsexamen beendete. Im Anschluss arbeitete er bei der Bezirksregierung Arnsberg und war dort als Pressedezernent und Persönlicher Referent des Regierungspräsidenten Fritz Ziegler tätig.
1976 wechselte Achenbach als Dezernent für Organisation und Personal zum Kreis Unna, wo er 1992 zum Kreisdirektor und Kämmerer gewählt wurde. Vom 1. Oktober 1999 bis zum 13. Oktober 2004 amtierte er als Hauptamtlicher Landrat des Kreises Unna. 2002 wurde er zudem Präsident des Landkreistages Nordrhein-Westfalen. Diese Funktion bekleidete er bis 2004, als er von Thomas Kubendorff abgelöst wurde.
Gerd Achenbach ist seit 1970 verheiratet.